# Ferdinand Goglia von Zlota Lipa
Ferdinand Johann Anton Ritter Goglia von Zlota Lipa (Budimpešta, 13. rujna 1855. – Beč, 17. rujna 1941.) je bio austrougarski general i vojni zapovjednik. Tijekom Prvog svjetskog rata zapovijedao je V. i XXIV. korpusom, te Armijskom grupom Belluno na na Istočnom i Talijanskom bojištu. 

## Vojna karijera
Ferdinand Goglia je rođen 13. rujna 1855. u Budimpešti. Sin je Ferdinanda Goglie, inače austrougarskog bojnika, i Verginie Pozzi. Kao kadet pohađao je vojne škole u Mariboru i Eisenstadtu, te potom Vojnu akademiju u Beču. Nakon završetka vojne akademije s činom poručnika od rujna 1875. služi u 12. topničkoj pukovniji u Ljubljani. Godine 1878. s 12. topničkom pukovnijom sudjeluje u okupaciji Bosne i Hercegovine, nakon čega pohađa topničko doškolovanje koje završava s odličnim uspjehom. Od 1885. služi u 13. topničkoj pukovniji, dok je u svibnju 1889. promaknut u čin satnika. U čin bojnika unaprijeđen je u siječnju 1892., da bi od siječnja 1894. bio raspoređen na službu u 13. divizijsku topničku pukovniju. 
U svibnju 1900. promaknut je u potpukovnika, dok u rujnu te iste godine postaje zapovjednikom 16. divizijske topničke pukovnije. Navedenom pukovnijom zapovijeda do travnja 1906. kada preuzima zapovjedništvo nad 2. topničkom pukovnijom. U međuvremenu je, u svibnju 1904., unaprijeđen u čin pukovnika. U prosincu 1907. postaje zapovjednikom topničkog odjela škole za poljsko topništvo, da bi u travnju 1910. bio imenovan ravnateljem Vojne škole za topništvo. Mjesec dana poslije, u svibnju 1910., unaprijeđen je u čin general bojnika, dok u prosincu 1912. postaje predsjednikom tehničkog vojnog odbora. U svibnju 1913. promaknut je u čin podmaršala s kojim činom dočekuje i početak Prvog svjetskog rata.

## Prvi svjetski rat
Na početku Prvog svjetskog rata raspoređen je u pozadinu u zapovjedništvo tvrđava, da bi mu ubrzo krajem kolovoza 1914. dodijeljeno zapovjedništvo 43. topničke brigade koja se nalazila u sastavu 43. landverske divizije kojom je zapovijedao Albert Schmidt von Georgenegg. Zapovijedajući navedenom brigadom sudjeluje u Galicijskoj bitci gdje sudjeluje u borbama oko Lemberga. Nakon što je 43. landverska divizija premještena na sjeverni dio Istočnog bojišta sudjeluje u borbama oko Ivangoroda i Kielca.
U prosincu 1914. imenovan je zapovjednikom 33. pješačke divizije postavši prvi topnički časnik koji je dobio samostalno zapovjedništvo nad divizijom. Zapovijedajući navedenom divizijom koja se nalazila u sastavu 2. armije pod zapovjedništvom Eduarda von Böhm-Ermollija, sudjeluje u Karpatskim ofenzivama, te nakon toga u ofenzivi Gorlice-Tarnow. Ubrzo nakon početka ove potonje, dobiva najprije privremeno, a nešto kasnije u lipnju i trajno zapovjedništvo nad V. korpusom kojim je do tada zapovijedao Paul Puhallo. S V. korpusom uspijeva prijeći Dnjestar, te potisnuti ruske postrojbe preko Zlatne Lipe. Za navedeno postignuće dodijeljen mu je plemićki naslov viteza, te titula "von Zlota Lipa". 
Tijekom Brusilovljeve ofenzive uspio je zadržati položaje koje je držao V. korpus. Međutim, kako su ruske snage potisnule jedince koje su se nalazile sjeverno i južno od V. korpusa, i V. korpus se morao povući uspjevši na kraju stabilizirati svoj položaj i odbiti daljnje ruske napade. U studenom 1916. promaknut je u čin generala topništva. U prosincu 1917. imenovan je glavnim inspektorom za topništvo, ali se ubrzo vratio na bojište postavši zapovjednikom XXIV. korpusa s kojim sudjeluje u Bitci na Piavi. Ubrzo nakon toga, postaje zapovjednikom Armijske grupe Belluno s kojom sudjeluje u Bitci kod Vittoria Veneta u kojoj nije uspio spriječiti proboj austrougarskih linija.

## Poslije rata
Nakon završetka rata Goglia je umirovljen. Preminuo je 17. rujna 1941. godine u 86. godini života u Beču.

## Vanjske poveznice
(eng.) Ferdinand Goglia na stranici Austro-Hungarian-Army.co.uk 

(eng.) Ferdinand Goglia na stranici Oocities.org

(njem.) Ferdinand Goglia na stranici Weltkriege.at

(njem.) Ferdinand Goglia na stranici Biographien.ac.at